# Dimitrije Ljotić

Dimitrije Ljotić (um 1931)

Dimitrije Ljotić (serbisch-kyrillisch Димитрије Љотић; * 12. August 1891 in Belgrad, Königreich Serbien; † 23. April 1945 in Aidussina, Operationszone Adriatisches Küstenland) war ein jugoslawischer Jurist und faschistischer Politiker.
Ljotić hatte im Königreich Jugoslawien kurzzeitig das Amt des Justizministers inne. Er war der Gründer und Chefideologe der faschistischen Partei Jugoslawische Nationalbewegung Zbor und der Führer des im Militärverwaltungsgebiet Serbien eingesetzten Serbischen Freiwilligenkorps.

## Leben
Ljotić wurde als Sohn des einflussreichen serbischen Politikers Vladimir Ljotić (1846–1912) in Smederevo geboren. Nach eigenen Angaben war seine Kindheit in Smederevo geprägt von der Ergebenheit gegenüber dem serbisch-orthodoxen Christentum. Er erwog sogar eine kirchliche Karriere, folgte jedoch der Anweisung seines Vaters und schloss ein Studium an der rechtswissenschaftlichen Fakultät der Universität Belgrad ab. Im Herbst 1913 erhielt er ein staatliches Stipendium in Paris und lernte dort die Ideen des rechtsextremen französischen Schriftstellers Charles Maurras kennen.
Während des Ersten Weltkriegs diente Ljotić in der serbischen Armee. Auch nach Kriegsende verblieb er im Militärdienst des nun neu entstandenen Jugoslawien. Er wurde im kroatischen Bakar, an der Grenze zu Italien, stationiert. Während eines landesweiten Eisenbahnerstreiks 1920 inhaftierte er alle Streikenden in seinem Zuständigkeitsbereich unter dem Vorwurf einer kommunistischen Verschwörung. Diese Erfahrung ließ Ljotić annehmen, dass er gegen den Kommunismus kämpfen und sich politisch betätigen müsse. Er verließ die Armee und strebte eine politische Karriere an.
Ljotić wurde aktives Mitglied der serbischen Radikalen Volkspartei und erhielt nach Einführung der Königsdiktatur des jugoslawischen Königs Alexander I. 1931 kurzzeitig das Amt des Justizministers, aus dem er nach sieben Monaten zurücktrat. Er gründete daraufhin die Jugoslawische Nationalbewegung Zbor. Die Mitglieder der Organisation fühlten sich als die politische Elite des Landes. Mit der Zeit verstärkte er die vorhandenen Kontakte zur deutschen NSDAP, insbesondere zu Alfred Rosenberg. Über eine Export-Import-Firma wurde ZBOR von der NSDAP finanziell unterstützt. Die Weltanschauung beinhaltete ein Konglomerat aus serbisch-orthodoxem Mystizismus, Antikommunismus, militantem Antidemokratismus, Antiparlamentarismus, Antikapitalismus, Rassismus und Antisemitismus. Das Führerprinzip galt unangefochten. Das Ziel von ZBOR war die Errichtung der serbischen Hegemonie auf dem Balkan.
Nach der Zerschlagung des Königreiches Jugoslawien und der Besetzung Serbiens durch die deutsche Wehrmacht im Frühjahr 1941 waren Ljotić und ein Großteil der ZBOR-Anhänger die aktivsten Kollaborateure der deutschen Besatzer während des Zweiten Weltkriegs im Militärverwaltungsgebiet Serbien und schufen als militärischen Verband das Serbische Freiwilligenkorps (Srpski dobrovoljački korpus, SDK).
Ljotić starb 1945 bei einem Verkehrsunfall in Ajdovščina (heute Slowenien). Er war auf dem Weg zu einem Treffen mit dem serbisch-orthodoxen Bischof Nikolaj (Velimirović), dem Spiritus rector der Zbor-Partei. Ljotić wurde im slowenischen Gorica beigesetzt. Die Grabrede hielt Bischof Nikolaj.